# 長野工業高等専門学校
長野工業高等専門学校（ながのこうぎょうこうとうせんもんがっこう、英語: National Institute of Technology, Nagano College）は、長野県長野市徳間716に位置する日本の国立高等専門学校である。正式名称は独立行政法人国立高等専門学校機構長野工業高等専門学校。通称は国立長野高専もしくは長野高専（NIT,Nagano College）。
本科5学科、専攻科2専攻を擁する。

## 沿革

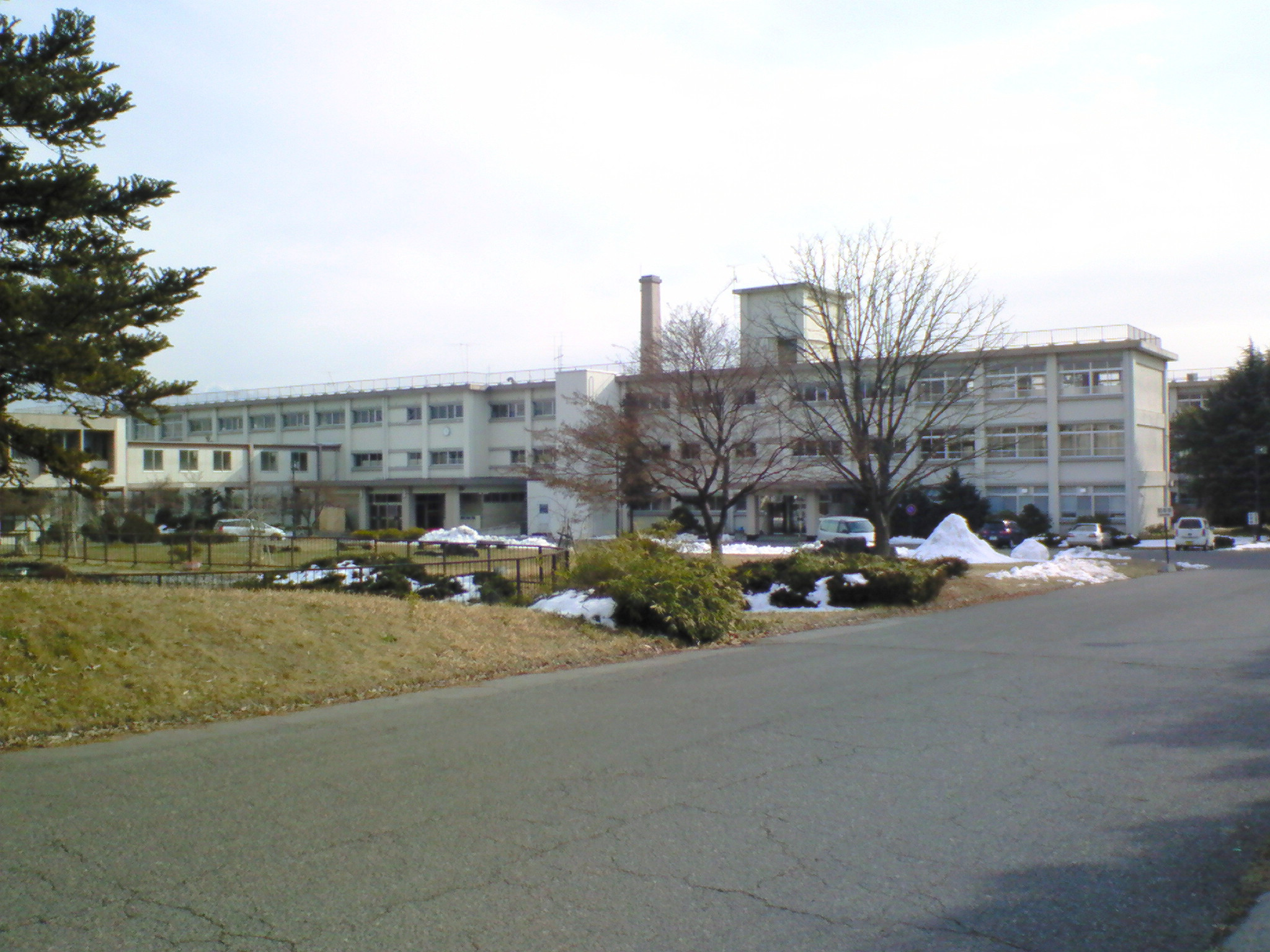
改修前の一般科棟（2007年）

### 年表
(年表における主要な出典は公式サイトによるものである)
- 1962年度: 長野市に工業高等専門学校設置決定、国立学校設置法の一部を改正する法律（昭和38年法律第69号）の公布により長野工業高等専門学校設置
- 1963年度: 長野工業高等専門学校開設 (機械工学科、電気工学科)、学生会発足、後援会創立、第一期工事（管理棟、一般科目棟、寄宿舎、食堂、その他）竣工
- 1964年度: 新校舎・新寄宿舎へ移転、第二期工事（電気工学科実験・研究棟、機械工学科実習工場、高学年用寄宿舎）竣工
- 1965年度: 第三期工事（機械工学科実験・研究棟、体育館、高学年用寄宿舎増築分）竣工
- 1966年度: 庶務課及び会計課設置、第１回工嶺祭開催、第四期工事（校舎増設分、機械工学科実験室）、学校食堂 兼集会所及び薬品庫竣工、水泳プール竣工
- 1967年度: 土木工学科設置、武道館竣工、第1回卒業式挙行、第五期工事（土木工学科校舎・寄宿舎）竣工
- 1968年度: 文部省共済組合長野工業高等専門学校支部新設、物品庫及び燃料庫竣工
- 1969年度: 第六期工事（寄宿舎、寄宿舎食堂）竣工
- 1970年度: 学生課設置、関東信越地区国立高等専門学校校外合宿研修施設（黒姫山荘）竣工
- 1971年度: 図書館センター竣工
- 1972年度: 機械工学科第二実験実習棟竣工、寄宿舎（低学年用）増改築工事竣工
- 1973年度: 電子計算機センター設置、同センター棟竣工
- 1974年度: 本年度入学生から1～2年生は各科混成のクラス編成を採用
- 1977年度: 第二体育館竣工
- 1978年度: 本年度から機械工学科2年生を機械工学コースと電子機械工学コースに分ける、生活廃水処理施設竣工
- 1979年度: 南校舎竣工、弓道場竣工
- 1980年度: 福利施設竣工
- 1981年度: 合宿研修施設竣工
- 1984年度: 学生会室竣工
- 1985年度: 課外活動器具庫竣工

- 1989年度: 電子情報工学科設置

- 1991年度: 電子情報工学科棟竣工
- 1992年度: 機械工学科２学級を機械工学科１学級・電子制御工学科１学級に改組
- 1994年度: 土木工学科を環境都市工学科に改組、電子計算機センターを情報教育センターに改称、寄宿舎5号館（雄風寮）及び女子寮（清風寮）電子制御工学科棟（南校舎改修）竣工
- 1995年度: 大韓民国天安工業専門大学と学術交流協定締結
- 1996年度: 寄宿舎3号館・4号館及び寄宿舎食堂改修工事竣工、第一体育館増築工事竣工

- 1998年度: 技術教育センター設置、寄宿舎浴室改修工事竣工、寄宿舎2号館改修工事竣工

- 2000年度: 地域共同テクノセンター設置、地域共同テクノセンター竣工、寄宿舎1号館改修工事竣工

- 2003年度: 専攻科（生産環境システム専攻、電気情報システム専攻）設置
- 2004年度: 独立行政法人へ移行、専攻科棟竣工
- 2005年度: 電気工学科を電気電子工学科へ名称変更
- 2006年度: 庶務課と会計課を総務課に統合、産業システム工学プログラムがJABEE技術者教育プログラムとして認定、独立行政法人大学評価・学位授与機構が定める高等専門学校評価基準を満たしているとの認証
- 2007年度: 環境都市工学科棟改修工事竣工
- 2008年度: 機械工学科・電気電子工学科棟改修工事竣工
- 2009年度: 一般科目棟、技術教育センター第2工場改修工事竣工
- 2010年度: 図書館改修工事
- 2011年度: 寄宿舎増築その他工事

- 2014年度: 国際交流センター設置
- 2022年度:当年度の新入生から学科を工学科に再編、2年進級時に3系(IE:情報エレクトロニクス、MR:機会ロボティクス、CE:都市デザイン)から選択する方針に変更

## 概況
- 最高学年5年生の約半数は国公立4年制大学の3年次に編入している。東京大学、東京工業大学、名古屋大学、東北大学等難関大学に編入している学生もいる。最近は専攻科への進学も多い[いつ?]。
- 就職に関しては求人倍率が30倍（1人の学生に対して約30件の求人）近くあり、就職率は100％[2]に至っている。
- 進学と就職の比率は約1:1。
- 第17回全国高等専門学校プログラミングコンテスト課題部門で最優秀賞を獲得（平成18年度3年情報科チーム）。
- 第6回全日本ソーラーカーチャンピオンシップ（2004年）および第8回全日本ソーラー&FCカーチャンピオンシップ（2006年）にてクラス優勝（ソーラーカー研究部）。
- 3次元設計能力検定試験実施校。
- 2004年度から信州大学（工・教・経），清泉女学院大学・短期大学，長野県短期大学，長野女子短期大学及び長野経済短期大学との単位互換が始まった。
- 第20回高専ロボコン全国大会にて長野Bチームがベスト8進出（平成19年度長野高専ロボコンプロジェクト）。
- 第23回高専ロボコン全国大会へ長野Bチームが出場（平成22年度長野高専ロボコンプロジェクト）。
- 現代的教育ニーズ取組支援プログラム(現代GP)への取組み
  - 「地域企業と取組む長期インターンシップ制度」（平成16・17年度）
  - 「創造性豊かな実践的技術者育成コースの開発」（平成17 - 19年度）
  - 「地域企業と連携した技術資格取得支援」（平成18・19年度）
- RoboCup2011世界大会にて航空・ロボット製作部の「Keigin」がベスト8進出。
- Honda エコ マイレッジ チャレンジ 2010 第24回 鈴鹿大会にてエコノパワー部の「つばめ」チームがクラス優勝。
- Honda エコ マイレッジ チャレンジ 2011 第25回 鈴鹿大会にてエコノパワー部の「Axis」チームが3位入賞。
- Honda エコ マイレッジ チャレンジ 2011 第31回 全国大会にてエコノパワー部の「Axis」チームが95台中3位入賞。
- 2011全日本学生ソーラー＆FCカーチャンピオンシップにてソーラーカー研究部がクラス優勝。

- 第24回高専ロボコン全国大会にて長野Aチーム「Impulse」がベスト4進出し、ロボ・ボウル賞受賞（平成23年度長野高専ロボコンプロジェクト）。
- Honda エコ マイレッジ チャレンジ 2013 第27回 鈴鹿大会にてエコノパワー部の「Cygnus」チームと「つばめ」チームが2位，3位入賞。
- Honda エコ マイレッジ チャレンジ 2013 第5回 もてぎ大会にてエコノパワー部の「Cygnus」チームが優勝。
- 2013全日本学生ソーラー＆FCカーチャンピオンシップにてソーラーカー研究部がクラス優勝。
- 第28回高専ロボコン関東甲信越地区大会で長野Aチーム「C-RAZair」が優勝。長野Bチーム「infinity」はベスト4。長野Aチームが全国大会出場。
- 第29回高専ロボコン全国大会へ長野Bチーム「Avanzare」が出場。
- Honda エコ マイレッジチャレンジ 2017 第9回 もてぎ大会にてエコノパワー部の「Cygnus」チームが優勝
- 2017 Ene-1 GP MOTEGI KV-40チャレンジ全国大会にてエコノパワー部の「Helimes」チームが優勝
- スーパーマイレッジカーチャレンジ広島2018にてエコノパワー部の「Helimes」チームがEV部門で優勝
- Honda エコマイレッジチャレンジ　2019　第11回　もてぎ大会にてエコノパワー部の「Reginetta」チームが優勝、「Cygnus」チームが準優勝
- Honda エコマイレッジチャレンジ　2019　第39回　全国大会にてエコノパワー部の「Reginetta」チームが優勝

## 教育理念
優れた技術者は、優れた人間でなければならない。

## 学科
(学科節における主要な出典は公式サイトによるものである)
本科（準学士課程）
- 機械工学科(M科)
- 電気電子工学科(E科)
- 電子制御工学科(S科)
- 電子情報工学科(J科)
- 環境都市工学科(C科)

括弧内は略称。
定員は各学科とも1学年各40名。
専攻科（学士課程）
- 生産環境システム専攻(AP)

主に本科の機械工学科・電子制御工学科・環境都市工学科の卒業生が対象
- 電気情報システム専攻(AE)

主に本科の電気電子工学科・電子情報工学科の卒業生が対象
各学科のより高度な学習・研究はもちろん、実践的で高度な技術者教育を行う。

## 施設
(施設節における主要な出典は公式サイトによるものである)
管理・一般科棟
1～3階まである。学生課、総務課および校長室がある。1～3年までの教室を有する。
2009年に大規模改修・耐震補強工事が竣工、2010年4月より増築部分を含め供用が再開されている。
機械・電気電子工学科棟
1～3階まである。機械工学科および電気電子工学科の研究室、実験室、4・5年の教室を有する。
2009年に大規模改修・耐震補強工事が竣工、同年1月より供用が再開されている。
電子制御工学科棟
2階建ての建物で、電子制御工学科の研究室、実験室、4・5年の教室を有する。
電子情報工学科棟
5階建ての建物で、電子情報工学科の研究室、実験室、4・5年の教室を有する。5階には100番教室とよばれる階段教室がある。
環境都市工学科棟
3階建ての建物で、環境都市工学科の研究室、実験室、4・5年の教室を有する。また、製図室（全学科利用）がある。
2008年に大規模改修・耐震補強工事が竣工、同年2月より供用が再開されている。
専攻科棟
3階建ての建物で、専攻科の研究室、実験室、講義室を有する。
図書館センター
市民も利用可能な図書館である。工学系の書籍の数が多い。
1階には図書館、2階には視聴覚室やセミナー室などがある。
2010年に大規模改修・耐震補強工事が行われた。
技術教育センター
- 管理室
- 第1工場

旋盤，溶接，鋳造，手仕上げ，板金 など
- 第2工場

フライス盤，各種自動機械 など
福利施設
- 保健室
- 学食
- 売店
- 第2課外共用室
- 第3課外共用室
- 相談室

情報教育センター
地域共同テクノセンター
第一体育館
第二体育館
武道館
合宿研修施設
学生寮
男子寮を雄風寮、女子寮を清風寮という。
定員は、男子375人、女子100人である。
- 雄風寮 1号館
- 雄風寮 2号館
- 雄風寮 3号館
- 雄風寮 4号館
- 雄風寮 5号館
- 清風寮 6号館
- 清風寮 7号館

## 特色
- 混合学級制

1・2年生のホームルームを学科の枠を外した混合学級にしている。この制度は、全国の高専で最初に実施し、注目を浴びた。
- 実務訓練（インターンシップ）

実務訓練を選択科目として4年次に行っている。企業の実務を体験し、将来の進路決定に役立てている。

## 学校生活
教育に関する主な出来事
- 出来事 - 左から順に、年次・（専門教育と一般教育との割合）・出来事である。
  - 1年次（2：8） 入学式、学科混合のクラス生活が始まる（1組～5組，2年次終了まで）、教室は一般棟1F
  - 2年次（2：8） 転科、教室は一般棟2F
  - 3年次（4：6） 高卒試験（進路変更者）、学科単位のクラス生活が始まる（M,E,S,J,C，5年次まで）、教室は一般棟3F
  - 4年次（7：3） 専門棟へ移動
  - 5年次（9：1） 卒業研究、卒業式

- 進級

1日4限に隙間無く授業が詰め込まれており、その90％強が必修科目であるため、1科目でも不可が付くと留年に結びつくことが多い。
留年した場合、その学年の単位をすべて取り直すこととなるが、学年末時点での成績が「優」である科目は免除される。
ここ数年、留年者数が増加傾向にある為、寮では下級生を対象とする勉強会が開催されている。
運転免許取得
特に制約はない。
バイト
1～3年は長期休みを除き不許可。4,5年は長期休み以外も可能。
通学方法
徒歩、自転車、原付（許可制）、バス、電車、自動車（原則的に不可であるが、公共交通機関等での通学が困難な場合や冬季に通学が困難な場合，その他特別な事情があれば認められる）。
服装
全学年私服である。過去には、学蘭の制服があった。
学食
うどん・そば・ラーメン・カレー・日替わりの定食とアラカルト。運営はシダックスが行っている。
売店
飲料、お菓子、おにぎり、パン、カップめん、アイスクリーム(ソフトクリーム含む)、中華まんじゅう（冬季）、ポテトフライ、唐揚げ、文房具、その他。運営はシダックスが行っている。
ATM
郵便貯金(ATM)が学食前に一機あったが、平成19年2月末に撤去。その跡地にはサントリー自動販売機が設置された。
文化祭
「工嶺祭」と呼ばれ10月第3週の週末三日間に行われる。全学年がホームルームにてクラス展示を行う。高学年の専門教育を生かした展示は評判。
体育祭
年2回（春・秋）行われる。種目はサッカー・テニス・ソフトボール・バスケットボール・バレーボール・卓球・大縄。各競技の成績は点数化され総合優勝が決まる。雨天時には外種目は中止となる。
学生寮
雄風寮（男子寮・定員375人）は1号館から5号館まである。
清風寮（女子寮・定員100人）は6号館と7号館である。
また、寮食堂があり、運営は学食と同じくシダックスによる。休日も食事が提供される。

## 行事
| 4月 - 始業式 - 入学式（学科、専攻科合同） - 実力テスト - 進路説明会 - 開校記念日（4月20日） - インターンシップ事業1 - 1,3年特別研修 5月 - インターンシップ事業2 - クラスマッチ - 専攻科推薦選抜 6月 - 専攻科推薦選抜合格発表 - 前期中間達成度試験 - 専攻科学力選抜（前期）、合格発表 7月 - 学生寮祭 - 校内英語弁論大会 - 地区高専体育大会 - 一日体験入学 8月 - 前期末達成度試験 - 編入学試験（工業高校から学科4年次編入） - インターンシップ事業3 9月 - 夏季自主研修期間 - インターンシップ事業4 | 10月 - 専攻科学外実習開始 - 専攻科学力選抜（後期）、合格発表 - ロボコン関東甲信越地区大会 - プロコン本選 - 工嶺祭（文化祭） - 保護者懇談会 11月 - 2年研修旅行 - 3・4年企業・現場見学 - 2・3年スケート実習 - ロボコン全国大会 12月 - 後期中間達成度試験 - デザコン全国大会 1月 - 学習到達度試験（3年） - 入学検査（推薦）、合格内定（推薦） - 1年スキー・スノーボード実習 2月 - 学年末達成度試験 - 入学検査（学力）、合格者発表 - 5年生卒業研究発表会 - 専攻科特別研究発表会 3月 - 専攻科学外実習報告会 - 留学生意見交換会 - 合格者説明会 - 終業式 - 卒業・修了証書授与式 |

## 部活動・同好会
(部活動・同好会節における主要な出典は公式サイトによるものである)

### 運動系（19部）
| - 硬式野球部 - 軟式野球部 - バドミントン部 - 男子バレーボール部 - 女子バレーボール部 - 男子バスケットボール部 - 女子バスケットボール部 - 卓球部 - 剣道部 | - 硬式テニス部 - 軟式庭球部 - サッカー部 - 水泳部 - 陸上競技部 - 弓道部 - スキー部 - 空手道部 - フットサル部 |

### 文化系（12部）
| - 航空・ロボット製作部 - 吹奏楽部 - 合唱部 - 囲碁・将棋部 - 軽音楽部 - 映像制作部 - 茶道部 | - 邦楽部 - ソーラーカー研究部 - 天文部 - エコノパワー部 - イラストレーション創作部 - 情報技術研究部 |

### 同好会（20同好会）
| - ジャズ研究同好会 - 模型同好会 - ピアノ同好会 - 音楽クリエイター同好会 - 国際交流同好会 - 映画鑑賞同好会 - ダンス同好会 - 演算増幅回路制作同好会 - 旅・鉄道研究同好会 - 写真同好会 | - アカペラ同好会 - 文芸同好会 - 技能五輪同好会 - デザインコンペティション同好会 - 同人クリエイター同好会 - 英語同好会 - 自転車同好会 - Unity研究同好会 - ストリートバスケットボール同好会 - 競技麻雀同好会 |

## 著名な出身者
- 君島一郎（デザイナー）
- 水野和敏（日産GT-R開発責任者）
- 小山田いく（漫画家）
- 日詰一幸（静岡大学学長）
- 山浦麻葉（チーム青森）
- 横山克（作曲家・編曲家）
- 岡澤嶺（俳優）
- 山中大地 (スピードスケート選手、ソチ五輪男子1000m日本代表）
- 藤澤潔 (車椅子バスケットボール選手、2020東京五輪男子車椅子バスケ日本代表)

## 交通
- JR長野駅より約8km。車で約20分。
- しなの鉄道三才駅で下車。徒歩15分。
- 長野電鉄信濃吉田駅、朝陽駅で下車。自転車10分。
- 長野市内循環バス東北ぐるりん号高専学生寮前バス停、長野高専正門バス停で下車。徒歩1分。
- 上信越自動車道須坂長野東I.C.より約9Km。車で約20分。